# Protocolo de Madrid de 1885

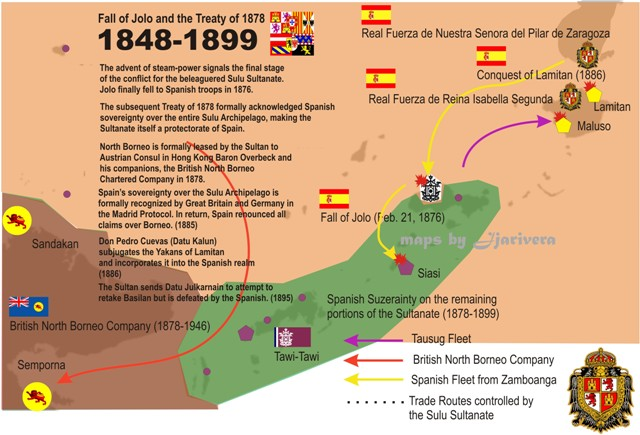
O Protocolo de Madrid em 1885, fez Bornéu do Norte sob o controle da Companhia Privilegiada do Bornéu do Norte, enquanto o arquipélago de Sulu e o restante das ilhas das Filipinas ficou sob o controle da Espanha.

O Protocolo de Madri de 1885 foi um acordo internacional assinado pelo Reino Unido, Alemanha e Espanha em Madrid (Espanha) em 1885, reconhecendo a soberania espanhola sobre o arquipélago de Sulu e a renúncia deste das suas reivindicações em Bornéu.[carece de fontes?]

## História
A 22 de janeiro de 1878, o Sultanato de Sulu (Jolo) e um enviado comercial Alfred Dent e o Barão von Overbeck assinaram um acordo em que Bornéu do Norte foi cedido aos britânicos. Dependendo da tradução do contrato empregada, esta cessão era temporária ou permanente. 
O Sultanato de Sulu foi posto sob soberania espanhola, após a assinatura das "bases de paz e capitulação" pelo sultão de Sulu e a coroa da Espanha, em Jolo em 22 de julho de 1878. 
Em 1885, Reino Unido, Alemanha e Espanha assinaram o Protocolo de Madrid para reforçar a influência espanhola nas Filipinas, definindo o limite da área de influência espanhola na região e reconhecendo a soberania espanhola sobre o arquipélago de Sulu. No mesmo acordo, a Espanha renunciou a seus direitos sobre o Bornéu do Norte.
O governo espanhol renuncia, no que diz respeito ao governo britânico, todas as reivindicações de soberania sobre os territórios do continente de Bornéu, que pertencem ou que pertenceram no passado ao sultão de Sulu (Jolo), e que incluem as ilhas vizinhas de Balambangan, Banguey e Malawali, bem como todas aquelas compreendidas dentro de uma zona de três léguas marítimas da costa, e que fazem parte dos territórios administrados pela Companhia denominada "British North Borneo Company".— Artigo III
Outro ponto importante sobre o acordo diz respeito ao artigo IV, que fornece garantias de quaisquer restrição ao comércio para as partes do protocolo dentro do arquipélago de Sulu e do Norte de Bornéu.[carece de fontes?]